# Anselm Franz
Anselm Franz (Schladming, Áustria, 21 de janeiro de 1900 – Bridgeport, Connecticut, 18 de novembro de 1994) foi um engenheiro mecânico autríaco, pioneiro do motor a jato. Foi chefe de pré-desenvolvimento de aeronaves da Junkers de 1939 a 1942. Seu trabalho foi fundamental para a desenvolvimento do primeiro motor a jato, usado no Junkers Jumo 004, usado depois por exemplo no Messerschmitt Me 262 e no Arado Ar 234.
Depois do final da Segunda Guerra Mundial foi para os Estados \unidos, a fim de prosseguir trabalhando com seus projetos e ideias. Antes de se aposentar foi vice-presidente da AVCO Lycoming.

## Condecorações
- 1991: Großes Goldenes Ehrenzeichen mit dem Stern für Verdienste um die Republik Österreich[2]
- 1984: Condecoração Austríaca de Ciência e Arte